# عقد 1630
عقد 1630 هو عقد امتد بين 1 يناير 1630 و31 ديسمبر 1639 بحسب التقويم الميلادي. سبقه عقد 1620 ولحقه عقد 1640.

## أحداث
- معركة برايتنفلد (1631)
- عبور الزهرة (1631)
- نهب ماغديبورغ (1631)
- معركة لوتسن (1632)
- عبور عطارد (1631)
- قرار مجلس الأمن التابع للأمم المتحدة رقم 1636 (1636)
- معاهدة قصر شيرين (1639)

## مواليد
- عبد الرحمن الفاسي (1631)
- رانوتشيو الثاني دوق بارما (1630)
- هاينريش مولر (1631)
- أدريان فان در كابل (1631)
- إسحاق بارو (1630)
- اسطفانوس الثاني بطرس الدويهي (1630)
- جيسينا تير بورخ (1631)
- أحمد منجم باشي (1631)
- أولوس رودبيك (1630)
- الحسن اليوسي (1631)
- الرشيد بن الشريف (1631)

## وفيات
- مراد باي الأول (1631)
- يوهانس كيبلر (1630)
- المير داماد (1631)
- تيودوسيو الثاني دوق براغانزا (1630)
- عبد الواحد بن عاشر (1631)
- دييغو فرنانديز دي قرطبة (1630)

## كتب
- Yves Denis Papin (1998). Chronologie de l'histoire ancienne. Lieu de publication non identifié: Éditions Jean-paul Gisserot. ISBN:2-87747-346-5. OCLC:40746926. مؤرشف من الأصل في 2022-03-16.
- موسوعة حضارة العالم (2002) لأحمد محمد عوف.

## روابط خارجية
- تصفح سنة بسنة عقد 1630 على موقع onthisday.com
- تصفح سنة بسنة عقد 1630 ابتداءً من سنة عقد 1630 على موقع المكتبة الوطنية الفرنسية